# Johann Baptist Zimmermann
Johann Baptist Zimmermann (Gaispoint vicino Wessobrunn, 3 gennaio 1680 – Monaco di Baviera, 2 marzo 1758) è stato un pittore e stuccatore tedesco bavarese del Barocco e Rococò.

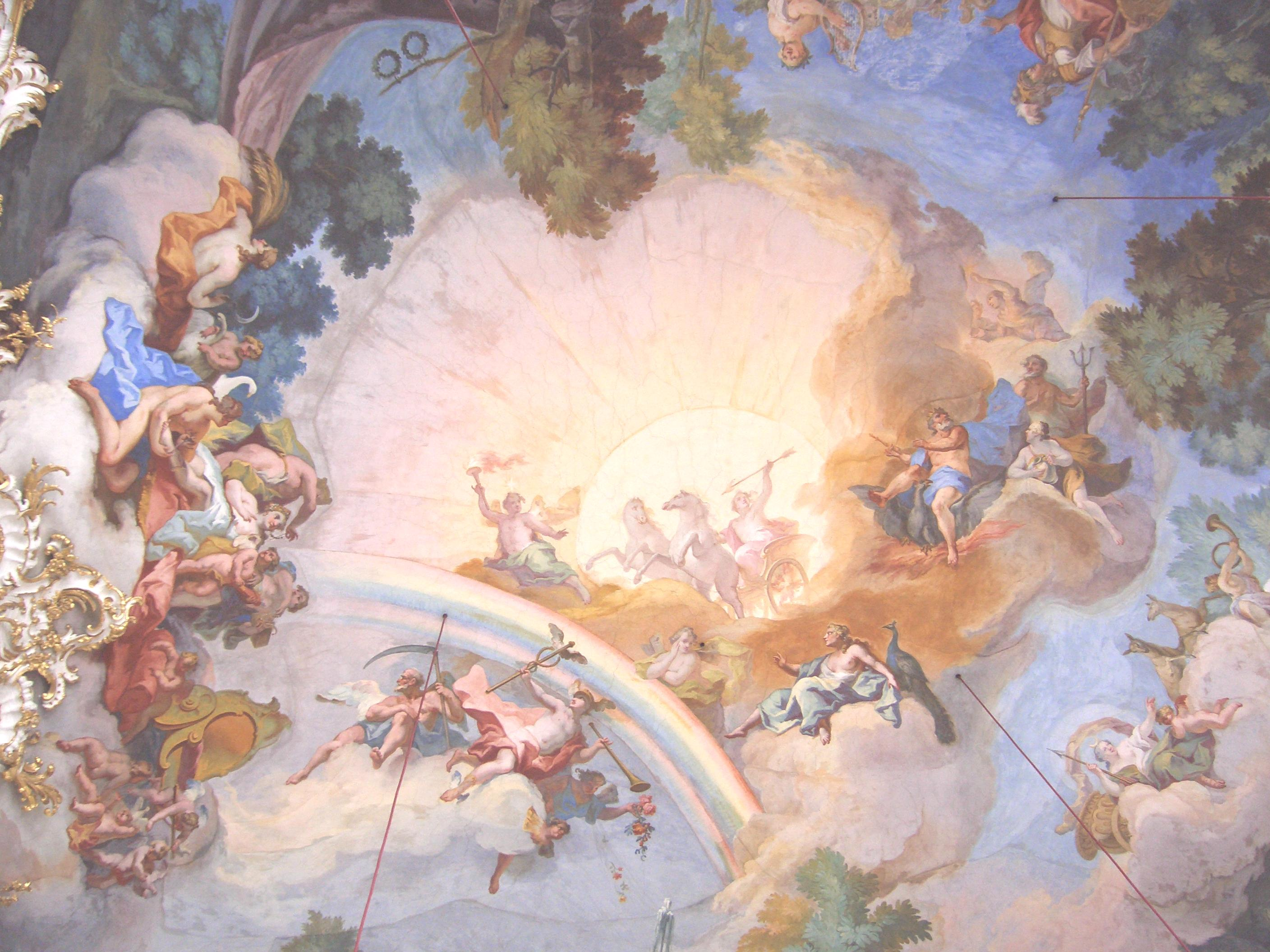
Affresco al Castello di Nymphenburg

Era fratello dell'architetto Dominikus Zimmermann, insieme al quale spesso lavorava. 
Entrambi erano figli dello stuccatore Elias Zimmermann, un artista della scuola di Wessobrunn.